# Saint-Jean-de-Serres
Saint-Jean-de-Serres település Franciaországban, Gard megyében. Lakosainak száma 536 fő (2022. január 1.). Saint-Jean-de-Serres Aigremont, Canaules-et-Argentières, Cardet, Lédignan, Lézan és Savignargues községekkel határos.

## Népesség
A település népessége az elmúlt években az alábbi módon változott:
| Lakosok száma | 297  | 306  | 382  | 499  | 524  | 524  | 521  | 524  | 523  | 536  |
|               | 1968 | 1982 | 1990 | 2006 | 2013 | 2015 | 2017 | 2019 | 2020 | 2022 |